# WxWidgets
wxWidgets (conhecido anteriormente como wxWindows) é um toolkit para a criação interfaces gráficas de usuário multiplataforma. É lançado sob uma licença livre, a wxWindows Library Licence.

## Visão geral
wxWidgets foi lançada em 1992 por Julian Smart, que continua como desenvolvedor. Ela permite que um programa seja compilado e executado em diversas plataformas de computação, com poucas ou nenhuma modificação. Ela suporta os sistemas Microsoft Windows, macOS e Linux.
A biblioteca é implementada em C++, mas outras implementações estão disponíveis para várias das linguagens de programação mais comuns, entre elas: Python, Ruby, Lua e Perl.
wxWidgets é melhor descrita como um utilitário nativo. Ao invés de emular a apresentação de widgets utilizando primitivas gráficas nas diferentes plataformas suportadas, ela fornece uma pequena abstração para código nativo. Isso a torna mais rápida, e com um visual melhor adaptado à plataforma, que utilitários como o Java Swing.
A biblioteca não é restrita ao desenvolvimento de interfaces gráficas, tendo suporte a conexão a bancos de dados ODBC, conectividade por sockets e mais.

## Mudança do nomewxWindowsparawxWidgets
Em 20 de fevereiro de 2004, os desenvolvedores do wxWindows anunciaram que o projeto estava mudando seu nome para wxWidgets, como resultado de pressões da Microsoft para com Julian Smart para respeitar a marca Windows.